# (13350) Gmelin
(13350) Gmelin ist ein Asteroid des äußeren Hauptgürtels, der am 20. September 1998 vom belgischen Astronomen Eric Walter Elst am La-Silla-Observatorium (IAU-Code 809) der Europäischen Südsternwarte in Chile entdeckt wurde.
Der Asteroid wurde am 19. September 2005 nach dem deutschen Sibirienforscher und Botaniker Johann Georg Gmelin (1709–1755) benannt, der an der Zweiten Kamtschatkaexpedition teilnahm und auf der Grundlage der dabei gewonnenen Erkenntnisse die Flora Sibirica verfasste.